# والریا سوروکینا
والریا سوروکینا (روسی: Валерия Михайловна Сорокина؛ زادهٔ ۲۹ مارس ۱۹۸۴) بدمینتون‌باز اهل روسیه است.